# Polystictus imbricatus
Polystictus imbricatus är en svampart som beskrevs av Lloyd 1918. Polystictus imbricatus ingår i släktet Polystictus och familjen Hymenochaetaceae.   Inga underarter finns listade i Catalogue of Life.